# Kerülős
Kerülős (románul: Chereluș, németül: Kerelusch vagy Karldorf) falu Romániában, Arad megyében.

## Fekvése
Borosjenőtől 13 kilométerre északnyugatra fekszik.

## Nevének eredete
Mai magyar neve az ómagyar Karul személynévből keletkezett a románban, majd népetimológiával a magyarban. Először 1334–37-ben Kual, majd 1462-ben Karwlos, 1746-ban pedig Kerelős alakban írták.

## Története
Zaránd, majd Arad vármegyei falu volt. Eredetileg valószínűleg magyar lakosságú volt; 1579-ben hét magyar és román család lakta. 1890-ben szentmártoni németek telepedtek le. Román lakói 1834-ben tértek át a görögkatolikus vallásra. Őrgr. Sigrán Marsán uradalma 1895-ben 4938 holdon terült el a falu, Gurba, Szintye, Seprős, a Tőz és a Jakab-ér közt. 1910-ben határából 34 ezer kataszteri hold a budapesti Telepítési Hitelbanké volt.
1880-ban 2139 lakosából 1906 volt román és 149 magyar anyanyelvű; 1942 görögkatolikus, 88 római katolikus, 47 ortodox, 32 zsidó és 25 református vallású.
2002-ben 973 lakosából 946 volt román és 23 cigány nemzetiségű; 873 ortodox, 29 baptista és 16 görögkatolikus vallású.

## Híres emberek
- Itt született 1858-ban Bodányi Ödön, Szombathely város főmérnöke.
- Itt született 1882-ben Ion Flueraș szociáldemokrata politikus.